# Немоєв
Немоєв (пол. Niemojew) — село в Польщі, у гміні Лютутув Верушовського повіту Лодзинського воєводства. Населення — 130 осіб (2011).
У 1975—1998 роках село належало до Серадзького воєводства.

## Демографія
Демографічна структура станом на 31 березня 2011 року:
|          | Загалом | Допрацездатний вік | Працездатний вік | Постпрацездатний вік |
| -------- | ------- | ------------------ | ---------------- | -------------------- |
| Чоловіки | 63      | 16                 | 43               | 4                    |
| Жінки    | 67      | 10                 | 43               | 14                   |
| Разом    | 130     | 26                 | 86               | 18                   |